# Oscar Gomes Moreira Júnior
Oscar Gomes Moreira Júnior foi um político brasileiro do estado de Minas Gerais. Foi deputado estadual em Minas Gerais, durante o período de 1955 a 1959 (3ª legislatura) pela UDN.